# Palacio Municipal de Miraflores
El Palacio Municipal de Miraflores es la actual sede de la corporación municipal del distrito limeño de Miraflores en Perú. Está ubicado en el número 400 de la avenida Larco, frente al Parque Kennedy. Fue declarado monumento nacional en 1999.

## Historia
El edificio, obra del arquitecto peruano Luis Miró Quesada Garland fue inaugurado el 28 de julio de 1944, durante la gestión municipal del alcalde Carlos Alzamora, remplazando la anterior sede ubicada en una casona de la intersección de las avenidas Bellavista y José Gálvez.

## Descripción
El Palacio es de estilo neocolonial, y presenta cuatro pisos que albergan oficinas y ambientes para la atención al público.
Fue construido en ladrillo y concreto armado. Como elementos arquitectónicos destacan su torre esquinera y su fachada. En los espacios internos se hallan el salón consistorial, y la rotonda de la segunda planta, adornada con murales del pintor peruano Teodoro Nuñez Ureta.

## Galería

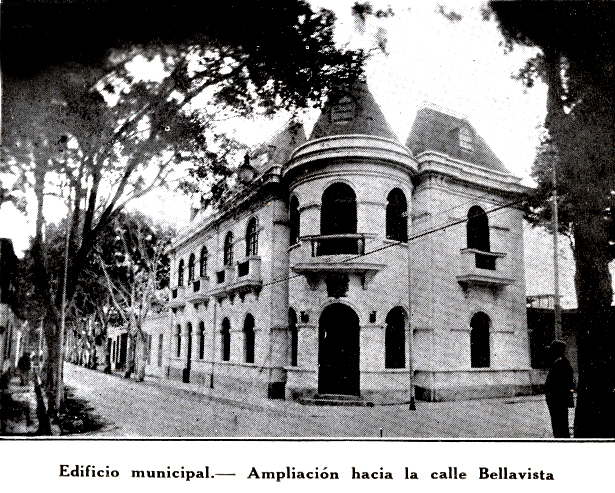
Antiguo local de la Municipalidad.
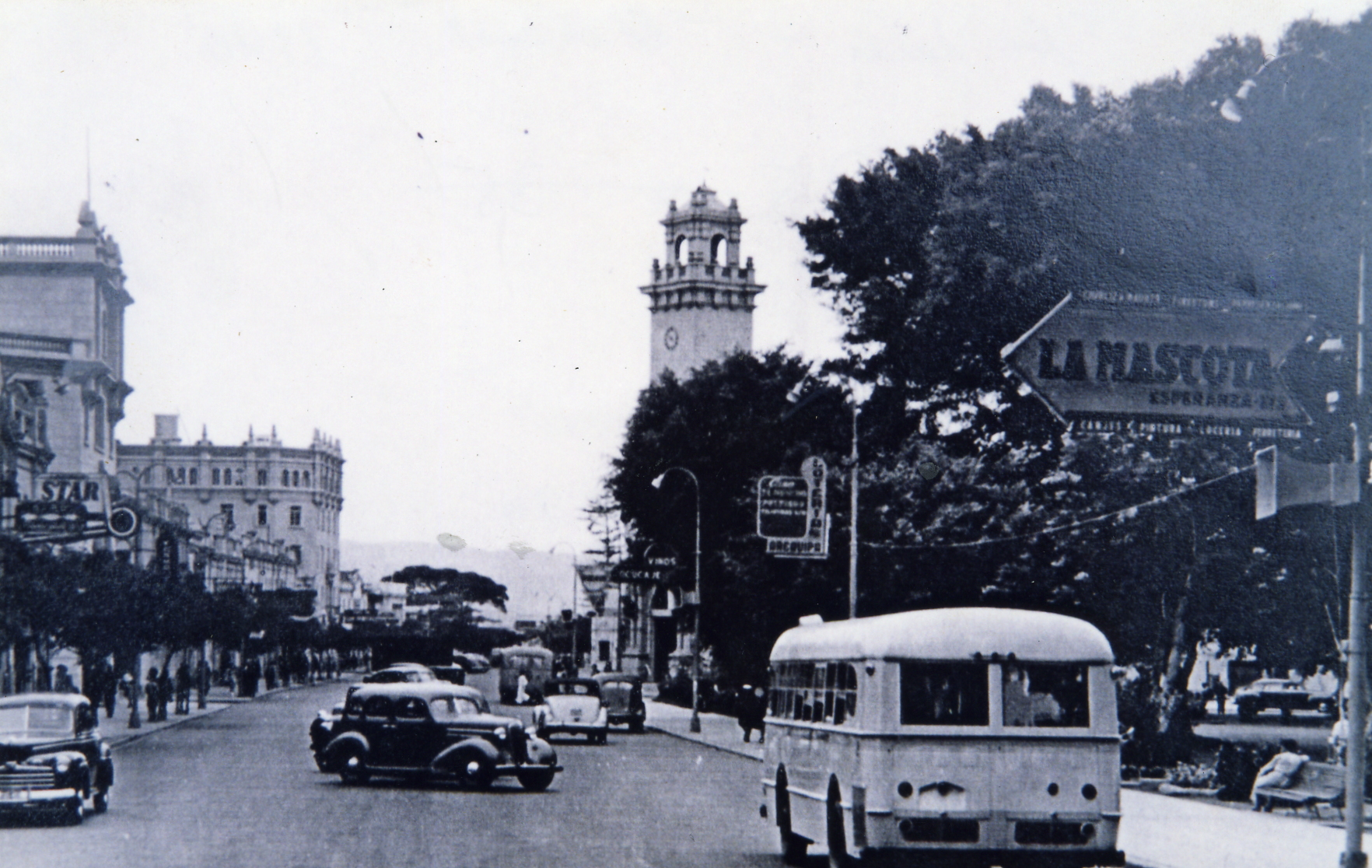
La avenida Larco en 1945. Se aprecia la torre del Palacio.
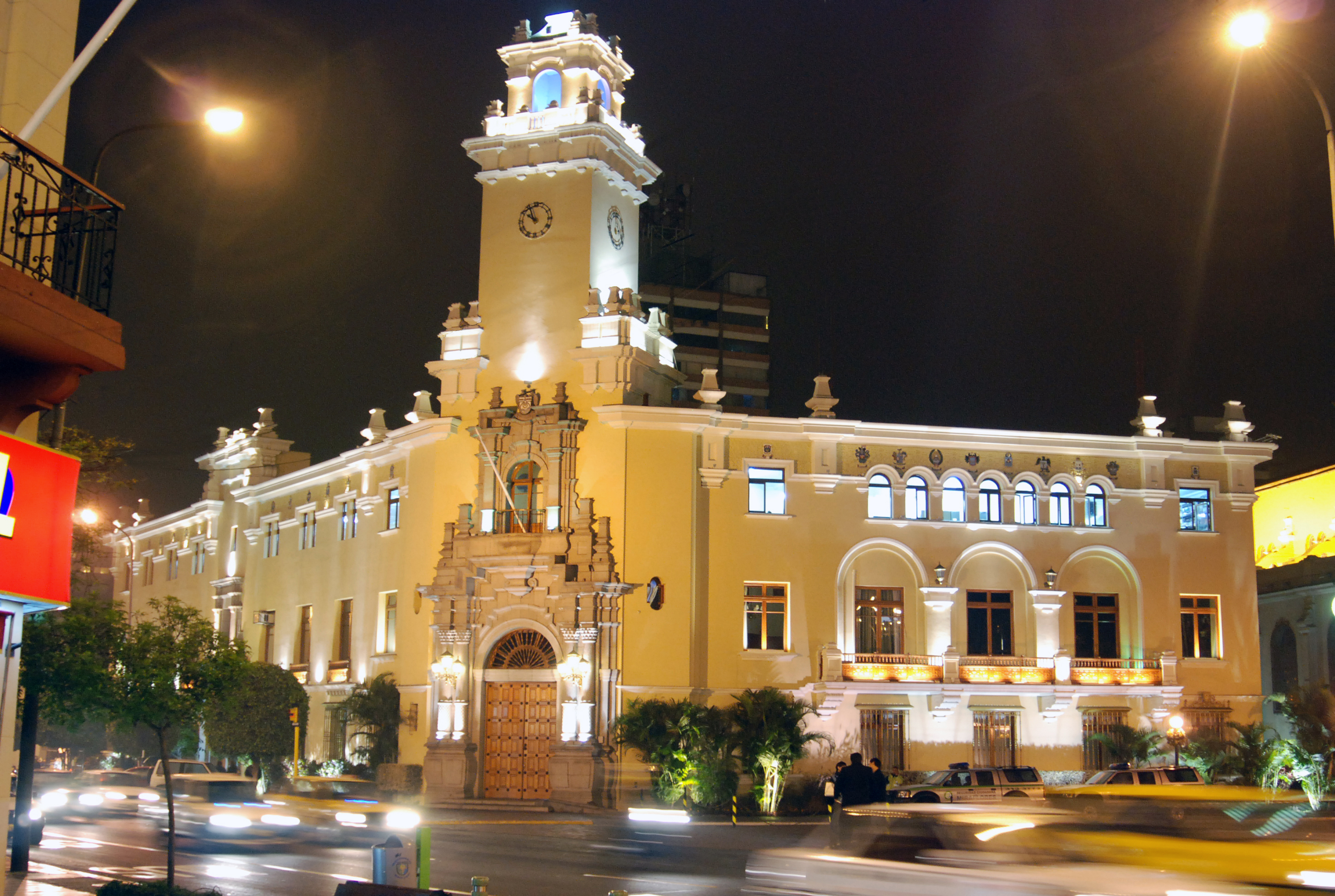
El Palacio de noche.
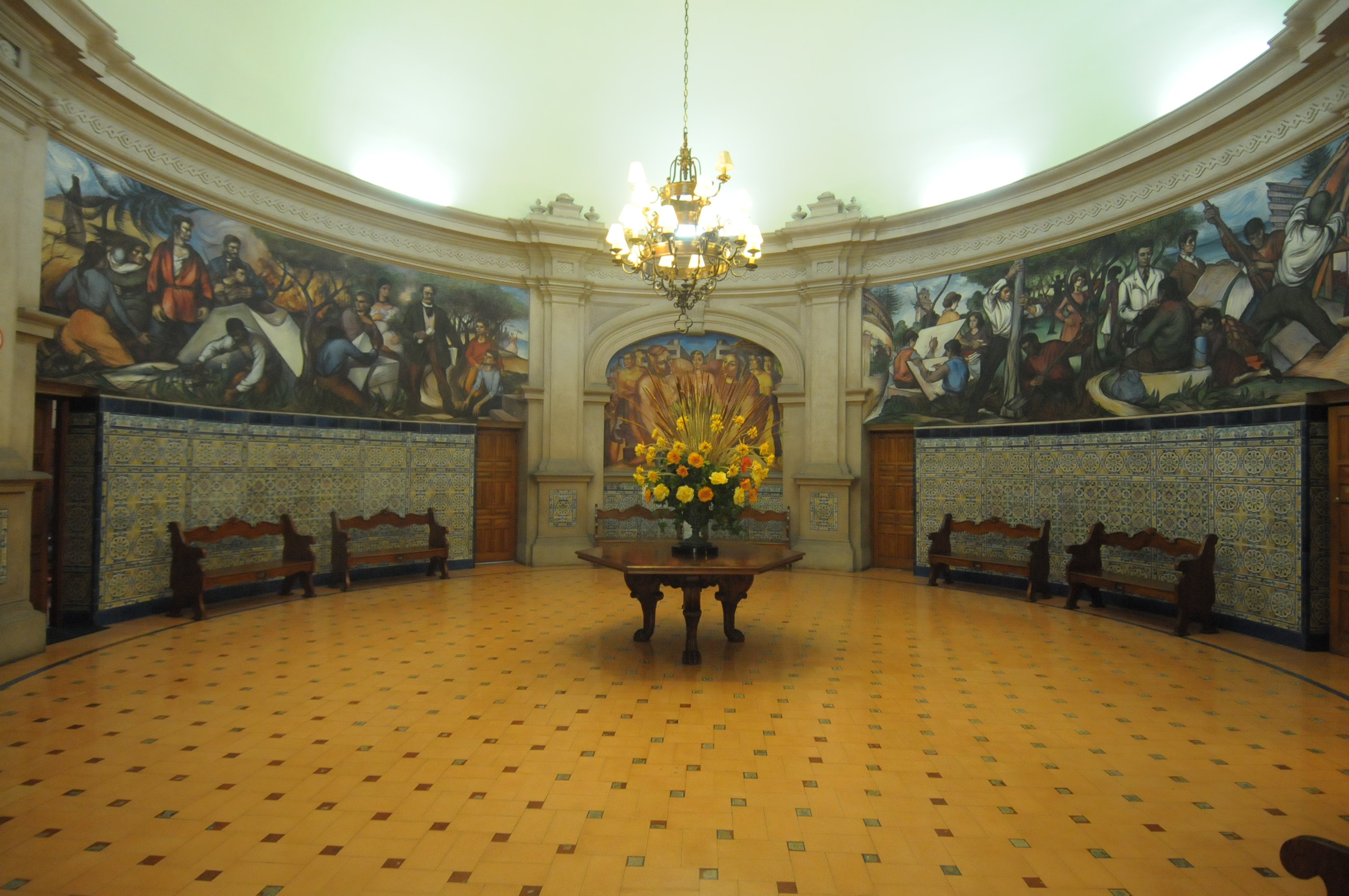
Interior del segundo piso del Palacio, con los murales de Teodoro Nuñez Ureta.